# Tatiana Sendulsky
Prof. Dra. Tatiana Sendulsky ( 1922-2004 ) fue una botánica, agrostóloga, y profesora rusa-brasileña, que desarrolló actividades académicas en el Instituto de Botánica de la Universidad Federal de São Paulo. Botánica autodidacta de origen ruso, llegó a Brasil cuando niña.
Trabajó activamente en la lista oficial de la flora amenazada de Brasil.

## Algunas publicaciones
- tatiana Sendulsky. 1997. Twelve New Species of Merostachys (Poaceae: Bambusoideae: Bambuseae) from Brazil. Novon 7 (3 ): 285-307

- ----------------------------. 1993. First Report of Ballistochory in the Poaceae. Annals of the Missouri Botanical Garden 80 ( 2): 518-521

- ----------------------------. 1988. A revision of Panicum subgenus Phanopyrum section Stolonifera (Poaceae: Paniceae). Ann. Missouri Bot. Gard. 75: 429-455

### Libros
- tatiana Sendulsky, thomas r. Soderstrom. 1995. Revision of the South American genus Otachyrium (Poaceae, Panicoideae). N.º 57 de Smithsonian contributions to botany. Editor	Smithsonian Institution Press, 24 pp. ISBN 0608121940

- agnes Chase, Tatiana Sendulsky. 1991. Primeiro livro de gramineas: la noções sobre a estrutura com exemples da flora Brasileira. Editor Instituto de Botânica, 123 pp.

- La abreviatura «Send.» se emplea para indicar a Tatiana Sendulsky como autoridad en la descripción y clasificación científica de los vegetales.[1]